# ماغوميد لابازانوف
ماغوميد ناسيبوفيتش لابازانوف (بالروسية: Магомед Насибович Лабазанов) (1 مايو 1890 — 7 سبتمبر 2012) معمرٌ روسي. ويعتبر من أكبر معمري روسيا. وقد عاش في قرية سربرياكوفكا في منطقة كيزليارسكي في داغستان في روسيا.
لم يتم مطلقاً الاعتراف بـ«ماغوميد» على أنه معمر موثق، حيث أن تاريخ ولادته (الأول من مايو عام 1890) لم يذكر سوى في جواز سفره الروسي الحديث، وهو نفسه من الذي أدلى بهذا التاريخ لكتابته في الجواز. لم يحتفظ ماغوميد أو لم يمتلك شهادة ميلاد.